# Cymbidium schroederi
Cymbidium schroederi је врста орхидеја из рода Cymbidium и породице Orchidaceae која се налази у Кини до Вијетнама. Нису наведене подврсте у Catalogue of Life.